# Cobra-de-pernas-tridáctila
A cobra-de-pernas-tridáctila (Chalcides striatus) também conhecida como "fura-pastos", é uma espécie de réptil escamado da família Scincidae, pequeno lagarto. Pode ser encontrada nos seguintes países: França, Itália (Ligúria), Portugal e Espanha.
Os seus habitats naturais são: florestas temperadas, matagal de clima temperado, matagais mediterrânicos, campos de gramíneas de clima temperado, costas arenosas, terras aráveis, pastagens e jardins rurais. Está ameaçada por perda de habitat.